# Gabz
Габрие́лли Ну́нес (порт.-браз. Gabrielly Nunes; род. 29 марта 1999, Рио-де-Жанейро), более известная под псевдонимом Gabz — бразильская актриса, певица, композитор и рэпер. Начала карьеру актрисы ещё в детстве, а позже стала известна как певица. Дебютировала на экране, появившись в детском сериале «Тик на ТВ» в 2007 году, а затем появлялась в телесериалах. Она также снималась в других телесериалах, которые принесли ей известность, таких как «Новый Геркулес» (2019), «Летний сезон» (2021) и «Подписчики» (2022). Затем получила большую известность после того, как сыграла главную роль Виолы в телесериале «Одержимость тобой» (2024).

## Биография
Габриелли Нунес родилась 29 марта 1999 года в Ирахе, районе в Северной зоне Рио-де-Жанейро. Она дочь Руи Роберто Нунеса и Марии Лусии Мартинс Нунес. Родом из пригорода Рио-де-Жанейро. Родители поощряли её заниматься искусством с 6 лет.